# Grasinger
Das Patriziergeschlecht Grasinger (auch Grasvinger, Grasewinger, Grazwinger, Gresinger, Grasevingerus) ist von 1288 bis 1374 in Breslau nachgewiesen. Drei Familienmitglieder gehörten dem Breslauer Rat an.

## Stammliste
1. Conrad/Conradus „Grasvinger“ (auch Gresinger) ist für das Jahr 1288 als Breslauer Bürger belegt. In diesem Jahr wurde er in den Rat gewählt und bekleidete ab 1289 bis 1308 mit Unterbrechungen abwechselnd das Amt des Schöffen und Ratmanns. Vermutlich gehörten ihm Anteile der beiden damals betriebenen Vogteimühlen. 1303 erscheint er in Urkunden als „Conradus Grazfinger dictus“. Seine Söhne waren
  1. Merklo/Merkilo „Grasvinger“ (auch Grassevinger, Grasinger) gehörte dem Rat von 1298 bis 1330 als Ratmann und Schöffe an. Er war Mitbesitzer der Marienmühle und mit N. N. vom Baumgarten verheiratet.
  2. Nikolaus/Nicolaus „Grasinger“ (auch Grasewiner) wirkte von 1310 bis 1318 mit Unterbrechungen als Ratmann und Schöffe. In einer Urkunde aus dem Jahr 1318 ist er als „Nicolaus Grasenvingerus“ verzeichnet. Sein Vermögen erwarb er im Breslauer Tuchhandel. 1311 lieh er dem Breslauer Rat 130 Mark und 1312 nochmals 213 Mark. Er war mit N. N. von Lemberg verheiratet.  
    1. Hanko Grasinger ist für das Jahr 1337 als Herr von Barottwitz sowie auf Guckelwitz belegt, das er 1364 verkauft hat. Zudem gehörten ihm von 1342 bis 1370 Anteile an Grunau. Er war mit Katharina N. N. verheiratet, deren Mutter Gertrud eine geborene von Mühlheim war.
    2. Katharina, 1352 urkundlich belegt.
    3. Peter Grasinger, der 1374 Barottwitz verkauft hat.